# Harley Quinn (Agatha Christie)
Ne doit pas être confondu avec Harley Quinn ou Harley Quinn Smith.
Pour les articles homonymes, voir Quinn.
Harley Quinn (Harley Quin en anglais) est un personnage de fiction créé par la romancière Agatha Christie, qui aide son ami Mr Satterthwaite à résoudre des crimes. Les deux enquêteurs sont les plus mystérieux des personnages de Christie, mais aussi ses préférés.
Toutes les nouvelles évoquent Arlequin, le personnage de la Commedia dell'arte, dont le prénom ressemble à Harley Quinn.

## Biographie fictive
M. Satterthwaite est un petit homme de soixante-deux ans au dos voûté. Il est une figure incontournable de tous les dîners mondains, à tel point qu'au bas de toute liste d'invités figure la mention : « et M. Satterthwaite, bien entendu ». Parfait gentleman, il porte cependant un vif intérêt aux secrets d'autrui. Grâce à son air discret et courtois, il passe inaperçu, ce qui lui offre tout loisir d'observer ses congénères et donc d'être au courant des moindres potins. Il aime la compagnie des femmes, celles-ci n'hésitant pas non plus à se confier à lui. Extrêmement riche, collectionneur d'art, amateur d'opéra et de bonne chère, il mène une vie tranquille et bien rangée qui ne varie pas d'une année sur l'autre.
M. Satterthwaite évolue dans le même milieu que le célèbre enquêteur belge Hercule Poirot. C'est donc tout naturellement qu'il le rencontre à deux reprises dans Drame en trois actes (1937) et Le Miroir du mort (1937). Il l'aide dans ses enquêtes, lui servant de véritable « bottin mondain ». Il est le seul à obtenir des confidences de Poirot sur sa vie privée.
M. Satterthwaite rencontre Mr. Quinn pour la première fois au réveillon du nouvel an dans L'Arrivée de Mr Quinn (1924). Minuit sonné, celui-ci surgit de la tempête au milieu de la fête. Avec cette nouvelle amitié, le riche snob voit sa vie chamboulée, passant de simple spectateur à acteur principal. Grand amateur de la nature humaine, il résout une série de mystères, des affaires de cœur aux meurtres. Dans ses enquêtes, il est aidé d'Harley Quinn qui lui pose de pertinentes questions éclairant les faits sous un jour nouveau.
Harley Quinn est un homme bien mystérieux qui arrive et repart sans que l'on s'en rende compte. M. Satterthwaite le décrit comme un catalyseur : sa seule présence entraîne une suite d'évènements. Dans les douze nouvelles du recueil Le Mystérieux Mr Quinn (1930), le personnage est de plus en plus inquiétant. Ses premières apparitions ayant une explication logique (une panne de voiture dans L'Arrivée de Mr Quinn), elles deviennent plus surprenantes (déjà présent sur les lieux), voire intrigantes. Il apparaît dès lors comme sorti de nulle part, au bord de falaises, dans des pièces cadenassées, à la table de convives sans que quelqu'un ne se rappelle l'avoir invité... Certaines personnes semblent le voir alors qu'il n'est pas présent. Il prend alors une dimension fantastique et commence à faire peur à son ami.

## Analyse
Harley Quinn et son « émissaire » M. Satterthwaite sont les personnages préférés d'Agatha Christie. Cela doit être dû au fait qu'elle écrivait des histoires les mettant en scène uniquement lorsque l'envie la prenait. Elle va jusqu'à dédicacer le recueil Le Mystérieux Mr Quinn à son personnage.
Agatha Christie est une admiratrice de la Commedia dell'arte. C'est donc tout naturellement qu'elle s'est inspirée du personnage d'Arlequin pour créer Harley Quinn.

## Apparitions
Harley Quinn apparait dans quatorze nouvelles :
- Le Mystérieux Mr Quinn (The Mysterious Mr Quin, 1930), recueil de douze nouvelles
- La Providence des amants (The Love Detectives, 1926)
- Le Service à thé Arlequin (The Harlequin Tea Set, 1971)

Mr Satterwhaite apparait également dans le roman Drame en trois actes (Three Act Tragedy, 1937) et la nouvelle Le Miroir du mort (Dead Man's Mirror, 1937) aux côtés d'Hercule Poirot.

## Adaptation
La seule adaptation d'une aventure des deux amis est le film The Passing of Mr. Quin, qui est aussi la première adaptation cinématographique d'une œuvre d'Agatha Christie. Cependant, aucun des deux personnages ne se trouvent dans le film.
- 1928 : The Passing of Mr. Quin, film britannique réalisé par Julius Hagen et Leslie S. Hiscott, d'après L'Arrivée de Mr Quinn.